# Klubbsjön (Björna socken, Ångermanland)
Klubbsjön är en sjö i Örnsköldsviks kommun i Ångermanland och ingår i Gideälvens huvudavrinningsområde. Sjön har en area på 0,187 kvadratkilometer och ligger 242,1 meter över havet. Sjön avvattnas av vattendraget Kvarnbäcken.

## Delavrinningsområde
Klubbsjön ingår i det delavrinningsområde (709564-161803) som SMHI kallar för Mynnar i Flärkån. Medelhöjden är 336 meter över havet och ytan är 10,06 kvadratkilometer. Det finns inga avrinningsområden uppströms utan avrinningsområdet är högsta punkten. Kvarnbäcken som avvattnar avrinningsområdet har biflödesordning 3, vilket innebär att vattnet flödar genom totalt 3 vattendrag innan det når havet efter 105 kilometer. Avrinningsområdet består mestadels av skog (76 procent) och sankmarker (10 procent). Avrinningsområdet har 0,19 kvadratkilometer vattenytor vilket ger det en sjöprocent på 1,9 procent.